# Lithognathus mormyrus
El pez herrera (Lithognathus mormyrus) o simplemente herrera es una especie de pez actinopterigio del orden de los perciformes que pertenece a la familia de los espáridos. Se distribuye desde el Cantábrico al Mar Negro y Mar de Azov hasta Sudáfrica. También se distribuye en el Índico y el Mar Rojo.

## Distribución

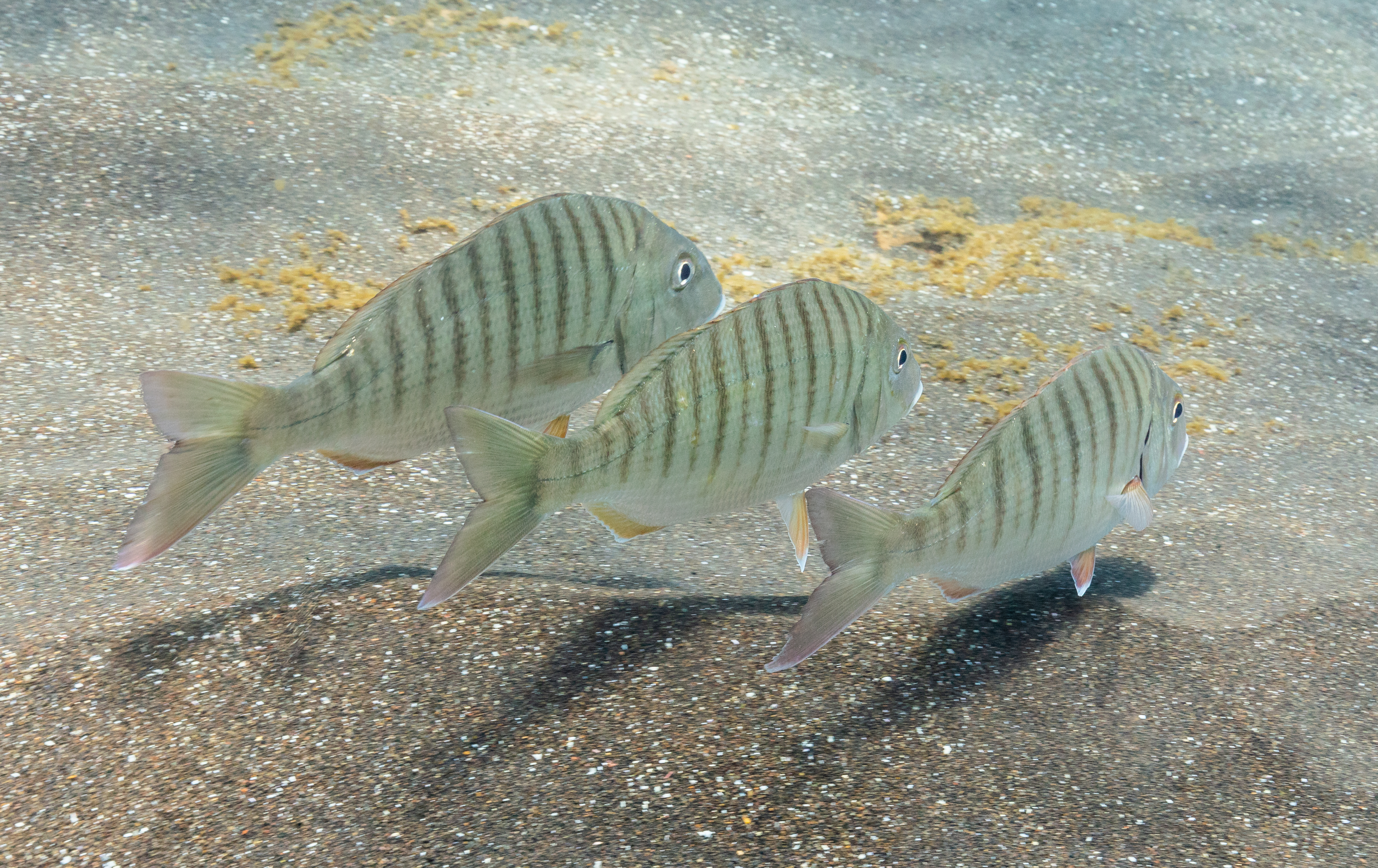
Grupo de peces herrera en Madeira (Portugal).

Se distribuye en Albania, Argelia, Angola, Benín, Bosnia y Herzegovina, Camerún; Cabo Verde; República del Congo; República Democrática del Congo, Costa de Marfil; Croacia; Chipre; Egipto; Guinea Ecuatorial; Eritrea; Francia; Gabón; Gambia; Ghana; Gibraltar; Grecia; Guinea; Guinea-Bisáu; Israel; Italia; Líbano; Liberia; Libia; Malta; Mauritania; Mónaco; Montenegro; Marruecos; Mozambique; Namibia; Nigeria; Omán; Portugal; Santo Tomé y Príncipe; Arabia Saudita; Senegal; Sierra Leona; Eslovenia; Sudáfrica; España; Sudán; Siria; Togo; Túnez; Turquía; Sahara Occidental; Yemen.

## Descripción
Tiene 50 cm. de longitud y presenta un cuerpo ovalado, alto y comprimido. Su boca se encuentra en la parte inferior de su cabeza, y su hocico alargado. Al igual que otras especies de su familia es hermafrodita.

## Comportamiento
Se localiza en fondos arenosos o ligeramente fangosos a menos de 50 m.; suele entrar en los estuarios. Su alimentación se basa en moluscos, crustáceos, gusanos, etc. Se reproduce en primavera y verano.